# Penkaet Castle

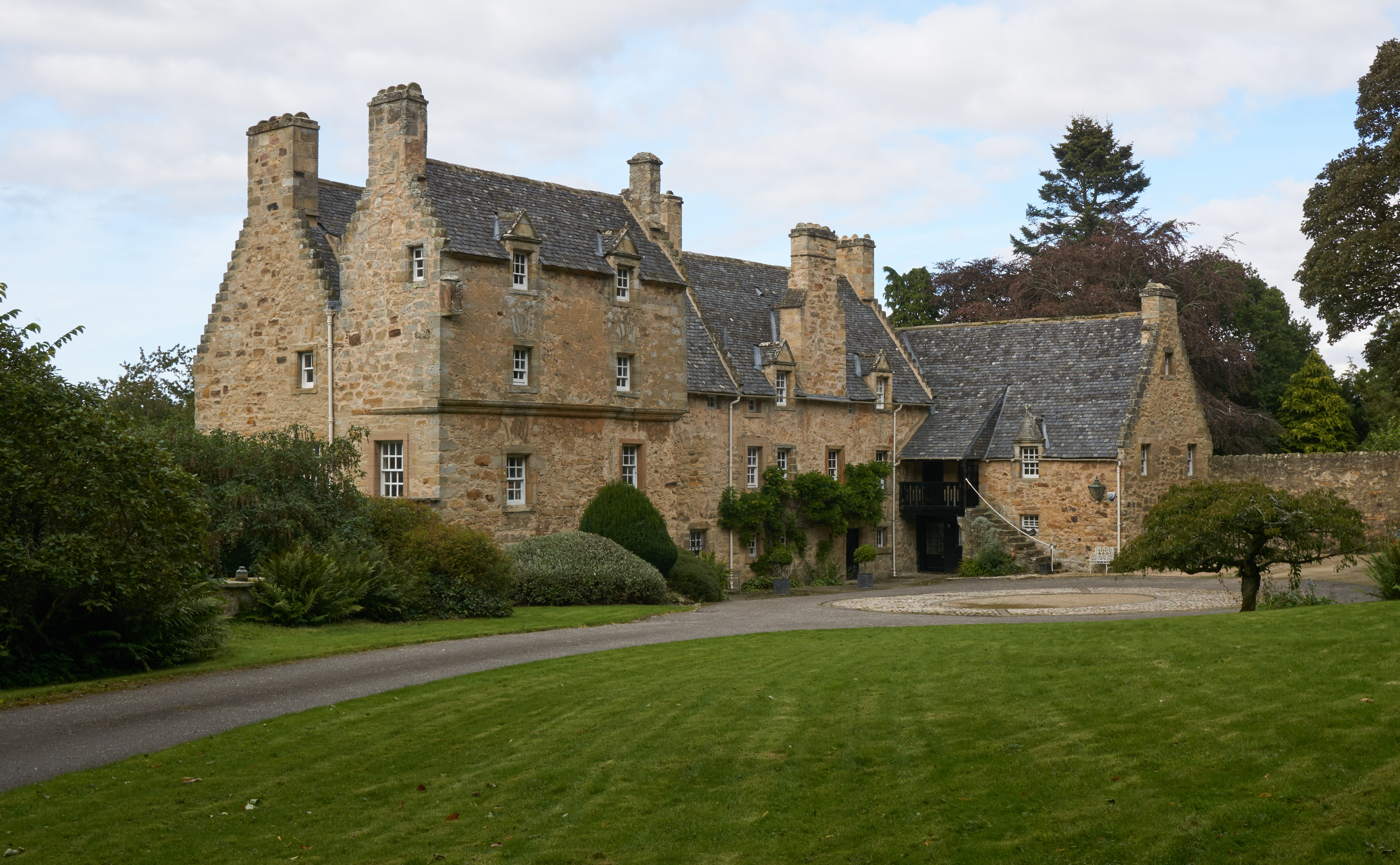
Penkaet Castle

Penkaet Castle, auch Fountainhall, ist ein Herrenhaus nahe der schottischen Ortschaft Pencaitland in der Council Area East Lothian. 1971 wurde das Bauwerk in die schottischen Denkmallisten in der höchsten Kategorie A aufgenommen.

## Geschichte
Penkaet Castle gilt als gut erhaltenes Beispiel eines Lairdsitzes aus dem frühen 17. Jahrhundert. Das ursprünglich als Woodhead bekannte Anwesen gelangte gegen Ende des 16. Jahrhunderts in den Besitz der Familie Pringle. Um 1585 ließen diese dort ihren Familiensitz errichten. In den 1630er Jahren wurde das Gebäude unter John Pringle erweitert. Es wurde Sitz der Baronie Fountainhall. Im Laufe des Jahrhunderts fielen die Ländereien an John Lauder, Lord Fountainhall, welcher das Anwesen fortan als Fountainhall bezeichnete. Die Familie verkaufte Fountainhall an den Professor und späteren Laird von Foula, Ian Holbourn. Er setzte den Namen Penkaet Castle wieder ein. Spätere Besitzer nahmen diese Umbenennung wieder zurück.

## Beschreibung
Das Herrenhaus liegt isoliert rund zwei Kilometer südwestlich von Pencaitland. Es besteht aus einem länglichen Gebäudeteil, der in Ost-West-Richtung verläuft. An dessen Ostseite schließt orthogonal ein Flügel an. Das Mauerwerk des zweistöckigen Gebäudes besteht aus Bruchstein vom cremefarbenen Sandstein. Einst waren die Fassaden mit Harl verputzt. Die schiefergedeckten Satteldächer sind mit Lukarnen versehen. Die Giebel sind als Stufengiebel gearbeitet.